# SS Marine Sulphur Queen
SS Marine Sulphur Queen, танкер T2, переоборудованный для перевозки расплавленной серы, известен своим исчезновением в 1963 году, у южного побережья Флориды, унёсшим жизни 39 членов экипажа.
В ходе расследования береговая охрана установила, что судно было небезопасным и не годным к плаванию, и никогда не должно было плавать. В заключительном докладе было предложено четыре причины катастрофы, все из-за плохой конструкции и технического обслуживания судна. Потеря корабля была предметом длительных судебных разбирательств между владельцем и семьями пропавших мужчин.
Несмотря на ясную причину катастрофы, неточная и неполная версия исчезновения судна часто используется для оправдания заговоров Бермудского треугольника.

## История
Судно, первоначально названное SS Esso New Haven, было построено компанией Sun Shipbuilding and Dry Dock Company, Честер, Пенсильвания, в марте 1944 года, являлось одним из многих танкеров T2, построенных для перевозки и транспортировки нефти. В 1960 году оно было помещено в сухой док компанией Bethlehem Steel Company, Sparrows Point, штат Мэриленд, и преобразовано в перевозку расплавленной серы, получило название Marine Sulphur Queen. Для выполнения запланированной функции перевозки расплавленной серы из первоначальных трюмов был построен непрерывный, независимый резервуар длиной 306 футов (93 м), шириной 30 футов 6 дюймов и высотой 33 фута (10 м), что потребовало удаления всех поперечных переборок в первоначальных осевых резервуарах и изменения внутренней структуры; этот резервуар, в свою очередь, был разделён на четыре меньших резервуара внутри. Пустота окружила танк со всех сторон, оставляя 2 фута (0,61 м) зазор по бокам и снизу, и трёхфутовый зазор между крышей резервуара и палубой корабля. Паровая система была установлена повсюду для поддержания температуры расплавленной серы примерно 255 °F (124 °C).
Последний рейс судна начался 2 февраля 1963 года из Бомонта, штат Техас, с грузом серы весом 15 260 тонн. 4 февраля, недалеко от Флориды, обычное радиосообщение было отправлено членом экипажа, давая положение судна на 25°45’N 86°00’W. Marine Sulphur Queen была указана, как пропавшая без вести 6 февраля. Поиски во Флоридском проливе, где, как считалось, затонуло судно, были прекращены через 19 дней после того, как были найдены спасательные средства и некоторые обломки, но никаких следов корабля или 39 человек на его борту. Во время её положения 4 февраля, она находилась в бурных морях, с высотой волны в 16 футов (4,9 м) и скоростью северного ветра 25-46 узлов.

## Расследование
Расследование береговой охраны выявило несколько фактов о Marine Sulphur Queen, которые сами по себе должны были помешать кораблю выйти в море. Наиболее важными являлись случаи возгорания под днищами и вдоль стенок четырёх больших резервуаров с серой; по словам бывших членов экипажа, эти пожары были настолько распространены, что офицеры корабля перестали бить пожарную тревогу. Однажды судно вошло в гавань Нью-Джерси, выгрузило груз и отплыло все ещё горящим. Когда огонь был фактически потушен, сера собралась в лужу и спеклась вокруг оборудования, закоротив главный генератор. Спёкшаяся сера была также обнаружена в помещениях под резервуарами из-за многочисленных трещин в конструкции.
Береговая охрана также отметила, что танкер класса T2 имеет характеристику «слабая спина», что означает, что киль может расколоться в точке, ослабленной коррозией, обычно около середины судна. Такое происходило на нескольких танкерах T2, и многие из трещин обнаруживались во время проверок, обнаруживались не только микротрещины, но и более крупные переломы киля и основного каркаса. Компаниям, которые владели танкерами Т2, было приказано обратить внимание на киль при осмотре. Бывшие члены экипажа также свидетельствовали, что коррозия была повсюду, упоминая неработающие температурные датчики, разорванный паровой змеевик и изношенную упаковку вокруг винтов. Было записано, что Marine Sulphur Queen была запланирована на инспекцию сухого дока в январе 1963 года, но она была отложена владельцами, которые жаловались, что поставки грузов отстают, и им нужны их корабли, чтобы догнать. Один новый член экипажа, явившись на корабль незадолго до его последнего отплытия, вернулся к жене и произнёс: «плавучий мусорный бак.»
В завершении расследования береговая охрана сообщала:
1. С учётом обширных поисковых операций, а также найденных и идентифицированных обломков, поступающих с Marine Sulphur Queen , судно и весь его экипаж из 39 человек считаются пропавшими без вести.
2. Согласившись с Советом, судно, по-видимому, было потеряно 4 февраля 1963 года на подходе к Флоридскому проливу или в его окрестностях.
3. Кроме того, по мнению комиссии, в отсутствие выживших или физических останков судна точная причина гибели Marine Sulphur Queen не может быть установлена.
4. Правление рассмотрело многие причины, которые могли привести к потере судна, и справедливо отказалось приписать им какой-либо порядок вероятности. В своих выводах комиссия отметила следующие возможные причины:
  - Взрыв в грузовых танках.
  - Полное разрушение балки корпуса судна могло привести к его разрыву надвое.
  - Судно, возможно, перевернулась из-за синхронной резонансной качки.
  - Паровой взрыв в результате быстрого заполнения пустот водой.

Отчёт содержит достаточно доказательств в поддержку предположений комиссии.
Береговая охрана также рекомендовала, чтобы ни один оставшийся танкер Т2 больше не преобразовывался в носитель серы без учёта конструкции судна, как оно было первоначально построено. «Во-первых, приемлемость любого преобразования должна рассматриваться с учётом его индивидуальных достоинств с учётом существующего состояния судна и предлагаемого груза, маршрута и обслуживания. Во-вторых, возражение против переоборудования существующего танкера Т2 или другого танкера сопоставимого возраста связано с вероятным состоянием судна, в частности грузовой части, обусловленным возрастом, в той же мере, в какой это обусловлено конструктивными соображениями.»

## Судебный процесс
Потеря судна была предметом иска, поданного в течение нескольких недель после потопления родственниками членов экипажа, которые требовали 2,5 миллиона долларов в качестве возмещения ущерба в соответствии с двумя конкретными федеральными законами (Закон Джонса, 46 U. S. C. § 688; и Закон о смерти в открытом море, 46 U. S. C. § 761), основанными на морских законах относительно немореходности судна. Marine Sulphur Transport Corporation (владелец судна), и Marine Transport Lines, Inc. (фрахтователь) ходатайствовали за освобождение или хотя бы ограничение ответственности. Сумма иска вырастет к 1969 году до 20 млн долл.
Апелляционный суд второго округа США пришёл к выводу, что:
- судно не было конструктивно здоровым в результате установки резервуара для серы;
- танк был слишком узко центрирован внутри корабля, что приводило к высокому центру тяжести, что означало, что во время крена в тяжелых морях потребуется больше времени для восстановления остойчивости.
- судно не было должным образом осмотрено и не обслуживалось владельцами;

В своем постановлении от 25 апреля 1972 года суд отказал в освобождении владельцам и признал их ответственными за немореходность судна. Он присудил возмещение ущерба родственникам членов экипажа, но отказал им в возмещении морального вреда; причиной этого, как указано в отчете береговой охраны, было то, что никто не знал, как судно было потеряно, и в отсутствие остатков судна они не могли привести соответствующие доказательства:
"Таким образом, заявители на неправомерную смерть понесли свое бремя доказывания немореходности, и оставался только вопрос о том, вызвало ли бедствие одно или несколько условий немореходности или какое-либо другая причина. Суд установил в явных выражениях, что « никто не знает, как был потерян корабль. Решение вопроса об ответственности в данных обстоятельствах будет определяться распределением бремени доказывания по вопросу о причинно-следственной связи, наличием опровержимой презумпции и тем, была ли эта презумпция соблюдена.»

## Прецедент
Почти за 20 лет до гибели Marine Sulphur Queen главное бухгалтерское управление Соединённых Штатов опубликовало доклад под названием «Исследование методов проектирования и строительства сварных стальных торговых судов» от 15 июля 1946 года, который по существу представлял собой доклад об обеспокоенности состоянием гражданских торговых судов, в частности танкеров Т2, с разрывающейся средней частью судна на киле. Даже во время Второй мировой войны федеральное правительство было обеспокоено большим количеством жертв торговых судов, не являющихся результатом боевых действий, и расследование сосредоточилось на некачественном судостроении.
15 октября 1976 года в тяжелом море к востоку от Бермудских островов затонуло судно-побратим SS Sylvia L. Ossa; все, что было найдено, — это обломки и спасательная шлюпка, в которой механизм быстрого выпуска был до сих пор работоспособен.

## Взаимосвязь с Бермудским треугольником
Потеря корабля и экипажа без каких-либо следов, кроме обломков, поставила его в список инцидентов в Бермудском треугольнике. Авторы этой темы помещали этот корабль в каждую работу, иногда соглашаясь с отчетом береговой охраны, иногда придумывая свои собственные теории. Винсент Гэддис был первым писателем, который назвал Бермудский треугольник в своей статье для журнала Argosy в февральском номере 1964 года, а Marine Sulphur Queen была первой «жертвой» треугольника, которую он упомянул, всего через год после того, как корабль затонул:
«С экипажем из тридцати девяти человек танкер Marine Sulphur Queen начал свой последний рейс 2 февраля 1963 года из Бомонта, штат Техас, с грузом расплавленной серы. Его целью был Норфолк, штат Вирджиния, но на самом деле он плыл в неизвестность…»
Сам Гэддис не высказал никаких предположений относительно затонувшего судна и проигнорировал многочисленные физические и кадровые несоответствия, на которые ссылалась береговая охрана.
Syfy Universal опубликовал резюме своей программы «Бермудский треугольник: поразительные новые секреты» на веб-сайте, в которой он сказал, что все, что было восстановлено, было спасательной шлюпкой. Береговая охрана перечислила все, что было обнаружено и идентифицировано для своего отчета, а также собрала предметы для публичного показа во время расследования, которые были сфотографированы. Спасательной шлюпки среди обломков не было, и никто не был найден.
В эпизоде In Search Of 1977 года обсуждали инцидент с Marine Sulphur Queen.

### Газеты
- "Tanker Lost In Atlantic; 39 Aboard, " Washington Post, 9 Февраля 1963.
- "Debris Sighted In Plane Search For Tanker Missing Off Florida, " New York Times, 11 Февраля 1963.
- "2.5 Million Is Asked In Sea Disaster, " Washington Post, 19 Февраля 1963.
- "Vanishing Of Ship Ruled A Mystery, " New York Times, 14 Апреля 1964.
- "Families Of 39 Lost At Sea Begin $20-Million Suit Here, " New York Times, 4 Июня 1969.
- "10-Year Rift Over Lost Ship Near End, " New York Times, 4 Февраля 1973.

SS Sylvia L. Ossa
- «Ship And 37 Vanish In Bermuda Triangle On Voyage To U.S.,» New York Times, 18 October 1976.
- "Ship Missing In Bermuda Triangle Now Presumed To Be Lost At Sea, " New York Times, 19 October 1976.
- "Distress Signal Heard From American Sailor Missing For 17 Days, " New York Times, 31 October 1976.